# Lijst van landen in 1808
Hieronder volgt een lijst van landen van de wereld in 1808.

## Uitleg
- Onder het kopje Onafhankelijke landen zijn de landen in de wereld opgelijst die in 1808 onafhankelijk waren.
- Alle de facto onafhankelijke staten die niet, of slechts in zeer beperkte mate, door andere landen werden erkend, zijn weergegeven onder het kopje Niet algemeen erkende landen.
- De afhankelijke gebieden, dat wil zeggen gebieden die niet worden gezien als een integraal onderdeel van de staat waar ze afhankelijk van zijn, zoals vazalstaten, protectoraten en kolonies, zijn weergegeven onder het kopje Niet-onafhankelijke gebieden.
- De belangrijkste dynastieën binnen de Marathaconfederatie staan vermeld onder het kopje Dynastieën binnen de Marathaconfederatie en de in grote mate onafhankelijke onderdelen van het Mogolrijk zijn weergegeven onder het kopje Staten binnen het Mogolrijk.
- De zelfstandige koninkrijken van het Koninkrijk Bali zijn weergegeven onder het kopje Balinese koninkrijken.

## Staatkundige veranderingen in 1808
- 1 januari: Sierra Leone wordt een kroonkolonie.
- 2 februari: Franse bezetting van de Kerkelijke Staat.
- 13 februari: Britse bezetting van Deens-Oost-Indië.
- 18 februari: het Hertogdom Mecklenburg-Strelitz treedt toe tot de Rijnbond.
- 1 maart: einde van de Russische bezetting van Walachije.
- 22 maart: het Hertogdom Mecklenburg-Schwerin treedt toe tot de Rijnbond.
- April: einde van de Britse bezetting van Madeira.
- 6 mei: Spanje wordt een Franse vazalstaat.
- 24 mei: Frankrijk annexeert officieel Parma, dat het in 1896 al bezet had.
- 1 augustus: de officiële naam van het Koninkrijk Napels verandert van het Koninkrijk der Beide Siciliën in het Koninkrijk Sicilië (niet te verwarren met het Koninkrijk Sicilië op het eiland Sicilië).
- 30 augustus: einde van de Franse bezetting van Portugal.
- 14 oktober: Oldenburg treedt toe tot de Rijnbond.
- December: het Koninkrijk Zazzau wordt vervangen door het Emiraat Zaria.
- Stichting van Misau en Gwandu.
- Rheda wordt door Berg geannexeerd.
- Perzische annexatie van het Kanaat Ardebil en het Kanaat Karadach.
- Het Koninkrijk Setul splitst af van Kedah.
- Alipura wordt een vorstenland van Brits-Indië.
- Gobir wordt veroverd door Sokoto.

## Onafhankelijke landen

### A
| Korte landsnaam (Nederlands) | Lange landsnaam (Nederlands)                                    | Korte landsnaam (oorspronkelijke taal/talen) |
| ---------------------------- | --------------------------------------------------------------- | -------------------------------------------- |
| Abemama                      | Koninkrijk Abemama                                              | Kiribatisch: Abemama                         |
| Aboh                         | Koninkrijk Aboh                                                 | Yoruba: Obodo Eze                            |
| Abu Dhabi                    | Emiraat Abu Dhabi                                               | Arabisch: Abū Ẓabī / أبوظبي                  |
| Adrar                        | Emiraat Adrar                                                   | Arabisch: Adrar / ولاية آدرار                |
| Afghanistan                  | Emiraat Afghanistan (ook wel: Kabulistan / Rijk der Durraniden) | Dari en Pasjtoe: Afġānistān / افغانستان      |
| Agadez                       | Sultanaat Agadez (ook wel: Sultanaat Aïr)                       | Arabisch: Toeareg:                           |
| Ahom                         | Koninkrijk Ahom (ook wel: Koninkrijk Assam)                     | Assamees: আহোম ৰাজ্য                            |
| Ajman                        | Emiraat Ajman                                                   | Arabisch: ʿAǧmān / عجمان                     |
| Akwa Akpa                    | Akwa Akpa                                                       | Ibibio: Akwa Akpa                            |
| Akyem                        | Confederatie van Akyem-staten                                   | Twi: Akyem                                   |
| Alo                          | Alo (ook wel: Koninkrijk Tu'a of Koninkrijk Futuna)             | Futunisch: Tu'a                              |
| Amarro                       | Koninkrijk Amarro (ook wel: Amaro)                              | Sidamo: Amarro                               |
| Andorra                      | Vorstendom Andorra                                              | Catalaans, Frans en Spaans: Andorra          |
| Angoche                      | Sultanaat Angoche                                               | Ekoti: Angoche                               |
| Ankole                       | Koninkrijk Ankole (ook wel: Nkore)                              | Nkore: Nkore                                 |
| Anziku                       | Koninkrijk Anziku (ook wel: Teke / Tio / Tyo)                   |                                              |
| Aro                          | Confederatie van de Aro                                         | Igbo: Omu Aro                                |
| Ashanti                      | Koninkrijk Ashanti                                              | Akan: Asanteman                              |
| Assinie                      | Koninkrijk Assinie                                              |                                              |
| Atjeh                        | Sultanaat Atjeh                                                 | Atjehs: Acèh                                 |
| Awsa                         | Afar Sultanaat Awsa                                             | Afar: Awsa                                   |

### B
| Korte landsnaam (Nederlands) | Lange landsnaam (Nederlands)                         | Korte landsnaam (oorspronkelijke taal/talen) |
| ---------------------------- | ---------------------------------------------------- | -------------------------------------------- |
| Baguirmi                     | Sultanaat Baguirmi                                   | Baguirmi: Baguirmi                           |
| Bahawalpur                   | Bahawalpur                                           | Urdu: بہاولپور                               |
| Bajini                       | Sultanaat Bajini                                     | Comorees: Bajini                             |
| Bali                         | Koninkrijk Bali                                      | Balinees: Bali                               |
| Baltistan                    | Baltistan                                            | Balti: Baltiyul / བལྟིསྟན / بلتیول              |
| Bambao                       | Sultanaat Bambao                                     | Comorees: Bambao                             |
| Bambara                      | Rijk van de Bambara (ook wel: Bamana / Ségou / Segu) | Bambara:                                     |
| Bamum                        | Koninkrijk Bamum (ook wel: Bamoun)                   | Mbum: Bamum                                  |
| Banana Islands               | Banana Islands                                       | Engels: Banana Islands                       |
| Baol                         | Koninkrijk Baol                                      | Serer: Bawol                                 |
| Bara                         | Koninkrijk Bara                                      | Malagassisch: Bara                           |
| Barotseland                  | Koninkrijk Barotseland                               | Lozi: Bulozi                                 |
| Barra                        | Barra                                                | Mandinka: Niumi                              |
| Bawlake                      | Bawlake                                              | Kayah:                                       |
| Benin                        | Koninkrijk Benin                                     | Edo: Edo                                     |
| Bhutan                       | Bhutan                                               | Dzongkha: Druk Yul / འབྲུག་ཡུལ་                 |
| Birma                        | Koninkrijk Birma (Konbaung-dynastie)                 | Birmaans:                                    |
| Biu                          | Koninkrijk Biu                                       | Bura-Pabir: Biu                              |
| Boechara                     | Emiraat Boechara (ook wel: Bukhara / Buchara)        | Oezbeeks: Buxoro / Бухоро Tadzjieks: Бухоро  |
| Boeganda                     | Koninkrijk Boeganda                                  | Luganda: Buganda                             |
| Boina                        | Koninkrijk Boina                                     | Malagassisch: Boina                          |
| Bonabele                     | Bonabele                                             | Duala: Bonabele                              |
| Bondu                        | Bondu                                                | Fula: Bundu Mandinka:                        |
| Bone                         | Bone (ook wel: Boni)                                 | Boeginees:                                   |
| Bono                         | Koninkrijk Bono                                      | Abron: Bonoman                               |
| Bora Bora                    | Koninkrijk Bora Bora                                 | Tahitiaans: Porapora                         |
| Bornu                        | Koninkrijk Bornu                                     | Kanuri: Bornu                                |
| Brakna                       | Emiraat Brakna                                       | Arabisch: Brakna / ولاية البراكنة            |
| Bremen                       | Vrije en Hanzestad Bremen                            | Duits: Bremen                                |
| Brunei                       | Staat Brunei                                         | Maleis: Brunei Darussalam / دارالسلام        |
| Bunyoro-Kitara               | Koninkrijk Bunyoro-Kitara                            | Nyoro: Bunyoro-Kitara                        |
| Burundi                      | Koninkrijk Burundi                                   | Kirundi: Burundi                             |
| Busoga                       | Koninkrijk Busoga                                    | Lusoga: Busoga                               |
| Buton                        | Sultanaat Buton (ook wel: Butung)                    | Cia-Cia: Moronene: Wolio:                    |

### C
| Korte landsnaam (Nederlands) | Lange landsnaam (Nederlands)                               | Korte landsnaam (oorspronkelijke taal/talen)          |
| ---------------------------- | ---------------------------------------------------------- | ----------------------------------------------------- |
| Cayor                        | Koninkrijk Cayor                                           | Wolof: Kayor                                          |
| Chamba                       | Chamba                                                     | Chambeali:                                            |
| Chaubisi Rajya               | Chaubisi Rajya (ook wel: Chaubise Rajya / Chaubisye Rajya) | Nepalees:                                             |
| China                        | Keizerrijk van de Grote Qing                               | Mandarijn: Zhongguo / 中國 Mantsjoe: Dulimbai Gurun / |
| Chitral                      | Chitral                                                    | Khowar: Chitral                                       |
| Cospaia                      | Republiek Cospaia                                          | Italiaans: Cospaia                                    |

### D
| Korte landsnaam (Nederlands) | Lange landsnaam (Nederlands)               | Korte landsnaam (oorspronkelijke taal/talen) |
| ---------------------------- | ------------------------------------------ | -------------------------------------------- |
| Dahomey                      | Koninkrijk Dahomey                         | Fon: Danhome                                 |
| Damagaram                    | Sultanaat Damagaram                        | Hausa: Damagaram                             |
| Darfur                       | Sultanaat Darfur                           | Fur: Darfur                                  |
| Darvaz                       | Darvaz (ook wel: Darwaz / Darvoz / Darwoz) | Perzisch: Darvāz / درواز                     |
| Dauro                        | Koninkrijk Dauro                           | Kaffa: Dauro                                 |
| Denemarken-Noorwegen         | Koninkrijk Denemarken en Noorwegen         | Deens en Noors: Danmark–Norge                |
| Dendi                        | Koninkrijk Dendi                           | Songhai: Dendi                               |
| Dosso                        | Koninkrijk Dosso                           | Zarma: Doso                                  |

### E
| Korte landsnaam (Nederlands) | Lange landsnaam (Nederlands)                        | Korte landsnaam (oorspronkelijke taal/talen) |
| ---------------------------- | --------------------------------------------------- | -------------------------------------------- |
| Ethiopië                     | Keizerrijk Ethiopië (ook wel: Keizerrijk Abessinië) | Amhaars: ኢትዮጵያ / ʾĪtyōppyā                   |

### F
| Korte landsnaam (Nederlands) | Lange landsnaam (Nederlands)                       | Korte landsnaam (oorspronkelijke taal/talen) |
| ---------------------------- | -------------------------------------------------- | -------------------------------------------- |
| Fezzan                       | Sultanaat Fezzan                                   |                                              |
| Fika                         | Emiraat Fika                                       | Bole: Fika                                   |
| Fouta Djallon                | Koninkrijk Fouta Djallon (ook wel: Almamaat Timbo) | Fula: Fuuta Jallon                           |
| Fouta Toro                   | Koninkrijk Fouta Toro                              | Fula: Fuuta Tooro                            |
| Frankrijk                    | Franse Republiek (in de praktijk een keizerrijk)   | Frans: France                                |

### G
| Korte landsnaam (Nederlands) | Lange landsnaam (Nederlands)                | Korte landsnaam (oorspronkelijke taal/talen) |
| ---------------------------- | ------------------------------------------- | -------------------------------------------- |
| Garo                         | Koninkrijk Garo (ook wel: Koninkrijk Bosha) | Sidama: Garo                                 |
| Geledi                       | Sultanaat Geledi                            | Arabisch: غوبرون Somalisch: Geledi           |
| Gera                         | Koninkrijk Gera                             | Afaan Oromo: Gera                            |
| Gimirra                      | Koninkrijk Gimirra                          | Yemsa: Gimirra                               |
| Gliji                        | Gliji (ook wel: Genyigba)                   | Gen:                                         |
| Gobir (tot 1808)             | Gobir                                       | Hausa: Gobir                                 |
| Gomma                        | Koninkrijk Gomma                            | Afaan Oromo: Goma                            |
| Grand-Bassam                 | Koninkrijk Grand-Bassam                     | Moossou                                      |
| Gumel                        | Emiraat Gumel                               | Hausa: Gumel                                 |
| Gumma                        | Koninkrijk Gumma                            | Afaan Oromo: Gumma                           |

### H
| Korte landsnaam (Nederlands) | Lange landsnaam (Nederlands)                            | Korte landsnaam (oorspronkelijke taal/talen) |
| ---------------------------- | ------------------------------------------------------- | -------------------------------------------- |
| Habr Yunis                   | Sultanaat Habr Yunis                                    | Arabisch: هبر يونس Somalisch: Habar Yoonis   |
| Hamahame                     | Sultanaat Hamahame                                      | Comorees: Hamahame                           |
| Hamamvu                      | Sultanaat Hamamvu                                       | Comorees: Hamamvu                            |
| Hambu                        | Sultanaat Hambu                                         | Comorees: Hambu                              |
| Harar                        | Emiraat Harar                                           | Ge'ez: Harar / ሐረር                           |
| Hawaï                        | Koninkrijk Hawaï                                        | Hawaïaans: Hawai'i                           |
| Hawwara                      | Hawwara (ook wel: Huwwara / Howwara / Hewwara / Houara) | Arabisch: الهوارة Berbers: Ihuwwaren         |
| Huahine                      | Koninkrijk Huahine                                      | Tahitiaans: Huahine                          |
| Huambo                       | Koninkrijk Huambo (ook wel: Wambu)                      | Umbundu: Wambu                               |

### I
| Korte landsnaam (Nederlands) | Lange landsnaam (Nederlands)                                             | Korte landsnaam (oorspronkelijke taal/talen) |
| ---------------------------- | ------------------------------------------------------------------------ | -------------------------------------------- |
| Idoani                       | Confederatie Idoani                                                      | Yoruba: Idoani                               |
| Igala                        | Koninkrijk Igala (ook wel: Koninkrijk Idah)                              | Igala: Igala                                 |
| Igara                        | Koninkrijk Igara                                                         | Hororo: Igara                                |
| Igbirra                      | Igbirra (ook wel: Ebira)                                                 | Igbirra: Igbirra                             |
| Ijebu                        | Koninkrijk Ijebu (ook wel: Koninkrijk Jebu)                              | Yoruba: Ijebu                                |
| Ilé-Ifè                      | Koninkrijk Ilé-Ifè                                                       | Yoruba: Ilé—Ifẹ̀                              |
| Imerina                      | Koninkrijk Imerina (ook wel: Koninkrijk Merina / Koninkrijk Ambohimanga) | Plateaumalagasi: Imerina                     |
| Isandra                      | Koninkrijk Isandra                                                       |                                              |
| Isedo                        | Koninkrijk Isedo                                                         | Yoruba: Ìsẹ̀dó                                |
| Itsandra                     | Sultanaat Itsandra                                                       | Comorees: Itsandra                           |
| Iwo                          | Koninkrijk Iwo                                                           | Yoruba: Iwo                                  |

### J
| Korte landsnaam (Nederlands) | Lange landsnaam (Nederlands)                    | Korte landsnaam (oorspronkelijke taal/talen) |
| ---------------------------- | ----------------------------------------------- | -------------------------------------------- |
| Jaintia                      | Koninkrijk Jaintia                              | Pnar:                                        |
| Jambi                        | Jambi                                           | Jambimaleis: Jambi                           |
| Janjira                      | Janjira                                         |                                              |
| Japan                        | Tokugawa-shogunaat                              | Japans: Nippon / 日本                        |
| Jimma                        | Koninkrijk Jimma                                | Ometo: Kaka Jima                             |
| Johor                        | Sultanaat Johor (ook wel: Sultanaat Johor-Riau) | Johormaleis: Johor                           |
| Jolof                        | Koninkrijk Jolof                                | Wolof: Jolof                                 |
| Joseon                       | Koninkrijk Groot Joseon                         | Koreaans: Chosŏn / 대조선국                  |

### K
| Korte landsnaam (Nederlands)      | Lange landsnaam (Nederlands)                                     | Korte landsnaam (oorspronkelijke taal/talen)                 |
| --------------------------------- | ---------------------------------------------------------------- | ------------------------------------------------------------ |
| Kaabu                             | Koninkrijk Kaabu (ook wel: Gabu / Ngabou / N’Gabu)               | Madninka: Kaabu                                              |
| Kaarta                            | Koninkrijk Kaarta                                                | Bambara: Kaarta                                              |
| Kabasarana                        | Kabasarana                                                       |                                                              |
| Kachari                           | Koninkrijk Kachari (ook wel: Koninkrijk Dimasa)                  | Assamees: কছাৰী ৰাজ্য                                            |
| Kaffa                             | Koninkrijk Kaffa                                                 | Kaffa: Kaffa                                                 |
| Kajara                            | Koninkrijk Kajara                                                | Kajara                                                       |
| Kalabari                          | Koninkrijk Kalabari                                              | Kalabari: Kalabari                                           |
| Kandy                             | Koninkrijk Kandy                                                 | Singalees: සිංහලේ රාජධානිය Tamil:                                  |
| Karagwe                           | Koninkrijk Karagwe                                               | Nyambo: Karagwe                                              |
| Kasanje                           | Koninkrijk Kasanje (ook wel: Koninkrijk Jaga)                    | Kasanzi                                                      |
| Kazembe                           | Koninkrijk Kazembe                                               | Bemba: Kazembe                                               |
| Kebbi                             | Emiraat Kebbi (ook wel: Emiraat Argungu)                         | Hausa: Kebbi                                                 |
| Kelantan                          | Kelantan                                                         |                                                              |
| Kénédougou                        | Koninkrijk Kénédougou                                            | Maninka: Kenedugu                                            |
| Kerkelijke Staat (tot 2 februari) | Kerkelijke Staat (ook wel: Staat van de Kerk / Pauselijke Staat) | Italiaans: Stato Pontificio Latijn: Status Pontificius       |
| Ketu                              | Ketu (ook wel: Ketou)                                            | Yoruba: Ketu                                                 |
| Khasso                            | Koninkrijk Khasso                                                | Fula: Xaaso                                                  |
| Kilwa                             | Sultanaat Kilwa                                                  | Swahili: Kilwa                                               |
| Kitangonya                        | Sjeikdom Kitangonya                                              | Kitangonya                                                   |
| Kokand                            | Kanaat Kokand (ook wel: Kanaat Farghana)                         | Perzisch: خوقند Russisch: Коканд                             |
| Kombo                             | Koninkrijk Kombo                                                 |                                                              |
| Kong                              | Koninkrijk Kong (ook wel: Wattara / Ouattara)                    | Dioula: Kong                                                 |
| Kongo                             | Koninkrijk Kongo                                                 | Kikongo: Kongo                                               |
| Konta                             | Koninkrijk Konta                                                 | Kaffa: Konta                                                 |
| Kooki                             | Koninkrijk Kooki                                                 | Kooki                                                        |
| Koya Temne                        | Koninkrijk Koya Temne                                            | Temne: Koya-Temne                                            |
| Kpa Mende                         | Confederatie Kpa Mende                                           | Mende: Kpaa Mende                                            |
| Krung Thep                        | Koninkrijk Krung Thep (ook wel: Koninkrijk Siam)                 | Thai:                                                        |
| Kuba                              | Koninkrijk Kuba (ook wel: Koninkrijk Bushongo)                   |                                                              |
| Kubu                              | Kubu                                                             |                                                              |
| Kunduz                            | Kanaat Kunduz                                                    | Dari: قندوز Oezbeeks: Kunduz Pasjtoe: کندز Tadzjieks: Қундуз |
| Kutai Kartanegara                 | Kutai Kartanegara                                                | Kutai:                                                       |
| Kutch                             | Kutch                                                            | Kutchi:                                                      |
| Kwararafa                         | Kwararafa                                                        | Jukun Takum:                                                 |

### L
| Korte landsnaam (Nederlands) | Lange landsnaam (Nederlands)             | Korte landsnaam (oorspronkelijke taal/talen) |
| ---------------------------- | ---------------------------------------- | -------------------------------------------- |
| La Dombe                     | Sultanaat La Dombe                       | Comorees:                                    |
| Laghouat                     | Laghouat                                 | Arabisch: الأغواط Berbers:                   |
| Lalangina                    | Koninkrijk Lalangina                     | Lalangina                                    |
| Lanao                        | Confederatie van Sultanaten in Lanao     | Maranao:                                     |
| Lete                         | Lete (ook wel: Balete)                   | Tswana: baLete                               |
| Limmu-Ennarea                | Koninkrijk Limmu-Ennarea                 | Afaan Oromo: Limu-'Enarya                    |
| Loango                       | Koninkrijk Loango                        | Kikongo: Lwããgu                              |
| Luba                         | Koninkrijk Luba                          | Tshiluba: Luba                               |
| Lunda                        | Koninkrijk Lunda                         | Tshilunda: Lunda                             |
| Luuka                        | Luuka                                    | Lusoga: Luuka                                |
| Luwu                         | Koninkrijk Luwu (ook wel: Luwuq / Wareq) | Boeginees: Luwu / ᨒᨘᨓᨘ                         |

### M
| Korte landsnaam (Nederlands)           | Lange landsnaam (Nederlands)                                | Korte landsnaam (oorspronkelijke taal/talen) |
| -------------------------------------- | ----------------------------------------------------------- | -------------------------------------------- |
| Maguindanao                            | Sultanaat Maguindanao                                       | Arabisch:                                    |
| Majeerteen                             | Sultanaat Majeerteen (ook wel: Sultanaat Harti / Majerteen) | Arabisch: ماجرتين Somalisch: Majeerteen      |
| Mandara                                | Sultanaat Mandara (ook wel: Sultanaat Wandala)              | Mandara                                      |
| Manipur                                | Koninkrijk Manipur                                          |                                              |
| Mankessim                              | Koninkrijk Mankessim                                        | Fante: Mankessim                             |
| Maore                                  | Sultanaat Maore (ook wel: Sultanaat Mawuti)                 | Comorees:                                    |
| Maradi                                 | Maradi                                                      | Hausa: Maradi                                |
| Maratharijk                            | Marathaconfederatie                                         | Marathi: Marāṭhā Sāmrājya / मराठा साम्राज्य        |
| Maravi                                 | Koninkrijk Maravi                                           | Nyanja:                                      |
| Marokko                                | Koninkrijk Marokko                                          | Arabisch: al-Maġrib / المغرب                 |
| Massina                                | Massina                                                     | Fula:                                        |
| Mataram                                | Sultanaat Mataram                                           | Javaans: Mataram                             |
| Maymana                                | Kanaat Maymana (ook wel: Maimana)                           | Perzisch: Maymana / میمنه                    |
| Mbaku                                  | Sultanaat Mbaku                                             | Comorees: Mbaku                              |
| Mbude                                  | Sultanaat Mbude                                             | Comorees: Mbude                              |
| Mbunda                                 | Koninkrijk Mbunda                                           | Mbunda: Mbunda                               |
| Mecklenburg-Schwerin (tot 22 maart)    | Hertogdom Mecklenburg-Schwerin                              | Duits: Mecklenburg-Schwerin                  |
| Mecklenburg-Strelitz (tot 18 februari) | Hertogdom Mecklenburg-Strelitz                              | Duits: Mecklenburg-Strelitz                  |
| Mehtuli                                | Kanaat Mehtuli (ook wel: Dzhengutai / Jengutay)             | Koemuks: Mahtulu xanlıq                      |
| Meliau                                 | Sultanaat Meliau                                            | Meliau                                       |
| Menabe                                 | Koninkrijk Menabe                                           | Sakalava-Malagasi:                           |
| Mitsamihuli                            | Sultanaat Mitsamihuli                                       | Comorees: Mitsamihuli                        |
| Mogolrijk                              | Mogolrijk                                                   | Perzisch: Shāhān-e Moġul / حکومت مغلیاں      |
| Montenegro                             | Prinsbisdom Montenegro                                      | Servisch: Crna Gora / Црна Гора              |
| Mthethwa                               | Mthethwa                                                    | Zoeloe: Mthethwa                             |
| Muscat en Oman                         | Sultanaat Muscat                                            | Arabisch: Masqaṭ wa-‘Umān / مسقط وعمان       |

### N
| Korte landsnaam (Nederlands) | Lange landsnaam (Nederlands) | Korte landsnaam (oorspronkelijke taal/talen) |
| ---------------------------- | ---------------------------- | -------------------------------------------- |
| Nawanagar                    | Nawanagar                    |                                              |
| Ndwandwe                     | Ndwandwe                     | Zoeloe: Ndwandwe                             |
| Ndzuwani                     | Sultanaat Ndzuwani           | Comorees: Ndzuwani                           |
| Negeri Sembilan              | Negeri Sembilan Darul Khusus | Maleis: Negeri Sembilan / نڬري سمبيلن        |
| Nembe                        | Koninkrijk Nembe             | Izon: Nembe                                  |
| Nepal                        | Koninkrijk Nepal             | Nepalees: Nepal / नेपाल                        |
| Ngoyo                        | Koninkrijk Ngoyo             | N'Goyo                                       |
| Niue-Fekai                   | Koninkrijk Niue-Fekai        | Niuees: Niue-Fekai                           |
| Nshenyi                      | Koninkrijk Nshenyi           | Hororo: Nshenyi                              |
| Nungu                        | Koninkrijk Nungu             | Gurma: Nungu                                 |
| Nupe                         | Koninkrijk Nupe              | Nupe: Nupe                                   |

### O
| Korte landsnaam (Nederlands)             | Lange landsnaam (Nederlands)                   | Korte landsnaam (oorspronkelijke taal/talen) |
| ---------------------------------------- | ---------------------------------------------- | -------------------------------------------- |
| Obwera                                   | Koninkrijk Obwera                              | Hororo: Obwera                               |
| Oke-Ila Orangun                          | Oke-Ila en Ila-Orangun (ook wel Ile-Yara)      | Yoruba: Òkè-Ìlá Òràngún                      |
| Okrika                                   | Koninkrijk Okrika                              | Kalabari: Okrika                             |
| Oldenburg (tot 14 oktober)               | Hertogdom Oldenburg                            | Duits: Oldenburg                             |
| Ondo                                     | Koninkrijk Ondo                                | Yoruba: Ondo                                 |
| Onitsha                                  | Koninkrijk Onitsha                             | Igbo: Ọnịcha                                 |
| Oostenrijk                               | Keizerrijk Oostenrijk                          | Duits: Österreich                            |
| Orungu                                   | Koninkrijk Orungu                              | Myene:                                       |
| Osogbo                                   | Koninkrijk Osogbo                              | Yoruba: Oṣogbo                               |
| Ottomaanse Rijk (ook wel: Osmaanse Rijk) | Sublieme Ottomaanse Staat                      | Osmaans: عثمانلى دولتى / Osmanlı Devleti     |
| Ouaddaï                                  | Koninkrijk Ouaddaï (ook wel: Koninkrijk Wadai) | Maba:                                        |
| Owo                                      | Koninkrijk Owo                                 | Yoruba: Owo                                  |
| Oyo                                      | Koninkrijk Oyo                                 | Yoruba: Oyo                                  |

### P
| Korte landsnaam (Nederlands) | Lange landsnaam (Nederlands)                              | Korte landsnaam (oorspronkelijke taal/talen) |
| ---------------------------- | --------------------------------------------------------- | -------------------------------------------- |
| Paaseiland                   | Paaseiland                                                | Rapa Nui: Rapa Nui                           |
| Pagaruyung                   | Koninkrijk Pagaruyung (ook wel: Minangkabau / Malayapura) | Maleis:Pagar Ruyung Minangkabaus: Sanskriet: |
| Palembang                    | Sultanaat Palembang                                       | Musi:                                        |
| Papekat                      | Sultanaat Papekat                                         |                                              |
| Pasir                        | Sultanaat Pasir                                           |                                              |
| Pate                         | Sultanaat Pate                                            | Swahili:                                     |
| Perak                        | Sultanaat Perak                                           | Maleis: Perak / ڨيراق                        |
| Perzië                       | Perzische Rijk                                            | Perzisch: Irân / ایران                       |
| Pontianak                    | Sultanaat Pontianak                                       | Pontianak                                    |
| Porto-Novo                   | Koninkrijk Porto-Novo                                     | Fon: Ajache Ipo                              |
| Portugal (vanaf 30 augustus) | Koninkrijk Portugal en de Algarve                         | Portugees: Portugal                          |
| Pruisen                      | Koninkrijk Pruisen                                        | Duits: Preußen                               |

### R
| Korte landsnaam (Nederlands) | Lange landsnaam (Nederlands)                                     | Korte landsnaam (oorspronkelijke taal/talen)        |
| ---------------------------- | ---------------------------------------------------------------- | --------------------------------------------------- |
| Raiatea                      | Koninkrijk Raiatea                                               | Tahitiaans: Ra'iatea                                |
| Rapa Iti                     | Rapa Iti (ook wel: Oparo)                                        | Rapan: Rapa Iti                                     |
| Ras al-Khaimah               | Emiraat Ras al-Khaimah (ook wel: Ras al-Chaima)                  | Arabisch: Ras al-Khaimah / رأس الخيمة               |
| Rey Bouba                    | Sultanaat Rey Bouba                                              |                                                     |
| Rheda (tot 1808)             | Heerlijkheid Rheda                                               | Duits: Rheda                                        |
| Rimatara                     | Koninkrijk Rimatara                                              | Austral: Rimatara                                   |
| Rozwi                        | Rozwi (ook wel: Lozwi / Changamire / Botwa / Ukalanga / Karanga) | Kalanga:                                            |
| Rujumbura                    | Koninkrijk Rujumbura                                             | Rujumbura                                           |
| Rukiga                       | Koninkrijk Rukiga                                                | Rukiga: Rukiga                                      |
| Rurutu                       | Koninkrijk Rurutu                                                | Rurutisch: Rurutu                                   |
| Rusland                      | Keizerrijk Rusland (ook wel: Russische Rijk)                     | Russisch: Rossijskaja Imperija / Российская Империя |
| Rwanda                       | Koninkrijk Rwanda                                                | Kinyarwanda: Rwanda                                 |

### S
| Korte landsnaam (Nederlands) | Lange landsnaam (Nederlands)                                          | Korte landsnaam (oorspronkelijke taal/talen) |
| ---------------------------- | --------------------------------------------------------------------- | -------------------------------------------- |
| Saloum                       | Koninkrijk Saloum                                                     | Serer: Saluum                                |
| Sambas                       | Sultanaat Sambas                                                      | Maleis: Sambas                               |
| Samoa                        | Koninkrijk Samoa                                                      | Samoaans: Samoa                              |
| Sankul                       | Sjeikdom Sankul                                                       | Sankul                                       |
| Sanwi                        | Koninkrijk Sanwi                                                      | Anyin: Sanwi                                 |
| Sardinië                     | Koninkrijk Sardinië (ook wel: Piëmont-Sardinië)                       | Italiaans: Sardegna                          |
| Selangor                     | Sultanaat Selangor Darul Ehsan                                        | Maleis: Selangor / سلاڠور                    |
| Selimbau                     | Selimbau                                                              | Maleis: Selimbau                             |
| Sennar                       | Funj-sultanaat Sennar (ook wel: Sultanaat Sinnar of Blauwe Sultanaat) | Arabisch: السلطنة الزرقاء                    |
| Sharjah                      | Emiraat Sharjah                                                       | Arabisch: Aš Šāriqah / الشارقة               |
| Sheka                        | Sheka                                                                 | Sheka                                        |
| Shewa                        | Shewa (ook wel: Shoa / Shua / Showa / Shuwa)                          | Afaan Oromo: Shawaa Amhaars: ሸዋ              |
| Shilluk                      | Koninkrijk Shilluk                                                    | Shilluk: Läg Cøllø                           |
| Siak                         | Sultanaat Siak Sri Indrapura                                          | Maleis: Siak                                 |
| Sicilië                      | Koninkrijk Sicilië                                                    | Italiaans en Siciliaans: Sicilia             |
| Sigave                       | Koninkrijk Sigave                                                     | Futunisch: Sigave                            |
| Sikh                         | Rijk van de Sikhs (ook wel: Punjab)                                   | Perzisch:                                    |
| Silat                        | Silat                                                                 | Maleis: Silat                                |
| Sindh                        | Sindh (Talpur-dynastie)                                               | Sindhi: سنڌ Urdu: سندھ                       |
| Sine                         | Koninkrijk Sine (ook wel: Sin)                                        | Serer: Siin                                  |
| Sintang                      | Sitang                                                                |                                              |
| Sjeberghan                   | Kanaat Sjeberghan (ook wel: Sheberghan / Shibarghan)                  | Perzisch: Shaburghān / شبرغان                |
| Sokoto                       | Kalifaat Sokoto                                                       | Fula: Sokoto                                 |
| Spanje (tot 6 mei)           | Koninkrijk Spanje                                                     | Spaans: España                               |
| Sulu                         | Sultanaat Sulu Dar al-Islam                                           | Arabisch:                                    |
| Swaziland                    | Koninkrijk Swaziland                                                  | Swazi: Swaziland                             |

### T
| Korte landsnaam (Nederlands) | Lange landsnaam (Nederlands)                 | Korte landsnaam (oorspronkelijke taal/talen) |
| ---------------------------- | -------------------------------------------- | -------------------------------------------- |
| Tadjourah                    | Sultanaat Tadjourah                          | Afar: Tagórri                                |
| Tagant                       | Emiraat Tagant                               | Arabisch: Tagant / ولاية تكانت               |
| Tahiti                       | Koninkrijk Tahiti                            | Tahitiaans: Otaheiti                         |
| Tahuata                      | Koninkrijk Tahuata                           | Zuid-Marquesas: Tahuata                      |
| Tamatave                     | Koninkrijk Tamatave (ook wel: Betsimisaraka) | Malagassisch: Tamatave                       |
| Tawaeli                      | Tawaeli                                      | Kaili:                                       |
| Tawana                       | Tawana (ook wel: Batawana / Ngamiland)       | Tswana: baTawana                             |
| Tekna                        | Tekna                                        | Hassaniya: Tashelhiyt:                       |
| Tenkodogo                    | Tenkodogo                                    | More: Tenkodogo                              |
| Tonga                        | Tonga                                        | Tongaans: Tuʻi Tonga                         |
| Touggourt                    | Sultanaat Touggourt                          |                                              |
| Trarza                       | Emiraat Trarza                               | Arabisch: Trarza / ولاية الترارزة            |
| Tumbatu                      | Sjeikdom Tumbatu                             | Tumbatu                                      |

### U
| Korte landsnaam (Nederlands) | Lange landsnaam (Nederlands)                 | Korte landsnaam (oorspronkelijke taal/talen) |
| ---------------------------- | -------------------------------------------- | -------------------------------------------- |
| Ubani                        | Koninkrijk Ubani (ook wel: Koninkrijk Bonny) | Ibibio: Okolo-Ama                            |
| Umm al-Qaiwain               | Emiraat Umm al-Qaiwain                       | Arabisch: Umm al Quwwayn / أمّ القيوين        |
| Unyanyembe                   | Unyanyembe                                   |                                              |

### V
| Korte landsnaam (Nederlands) | Lange landsnaam (Nederlands)                        | Korte landsnaam (oorspronkelijke taal/talen) |
| ---------------------------- | --------------------------------------------------- | -------------------------------------------- |
| Verenigd Koninkrijk          | Verenigd Koninkrijk van Groot-Brittannië en Ierland | Engels: United Kingdom                       |
| Verenigde Staten             | Verenigde Staten van Amerika                        | Engels: United States                        |
| Vietnam                      | Vietnamese Rijk                                     | Vietnamees: Việt Nam / 越南                  |

### W
| Korte landsnaam (Nederlands) | Lange landsnaam (Nederlands)             | Korte landsnaam (oorspronkelijke taal/talen)    |
| ---------------------------- | ---------------------------------------- | ----------------------------------------------- |
| Waalo                        | Koninkrijk Waalo (ook wel: Oualo)        | Wolof: Waalo                                    |
| Wajoq                        | Koninkrijk Wajoq (ook wel: Wajo / Wajok) | Boeginees: Wajoq / ᨓᨍᨚ                           |
| Walayta                      | Koninkrijk Walayta (ook wel: Welayta)    | Wolaytta: Walayta                               |
| Wallis                       | Koninkrijk Wallis (ook wel: Uvea)        | Wallisiaans: 'Uvea                              |
| Wanga                        | Koninkrijk Wanga                         | Luhya: Wanga                                    |
| Warri                        | Koninkrijk Warri                         | Itsekiri: Warri                                 |
| Warsangali                   | Sultanaat Warsangali (ook wel: Gerad)    | Arabisch: سلطنة الورسنجلي Somalisch: Warsangeli |
| Washili                      | Sultanaat Washili                        | Comorees:Washili                                |
| Wogodogo                     | Koninkrijk Wogodogo                      | More: Wogodogo                                  |

### X
| Korte landsnaam (Nederlands) | Lange landsnaam (Nederlands) | Korte landsnaam (oorspronkelijke taal/talen) |
| ---------------------------- | ---------------------------- | -------------------------------------------- |
| Xiva                         | Kanaat Xiva                  | Oezbeeks: Xiva                               |

### Y
| Korte landsnaam (Nederlands) | Lange landsnaam (Nederlands)                    | Korte landsnaam (oorspronkelijke taal/talen) |
| ---------------------------- | ----------------------------------------------- | -------------------------------------------- |
| Yauri                        | Emiraat Yauri (ook wel: Emiraat Yawuri)         | Hausa: Yawuri                                |
| Yengar                       | Koninkrijk Yengar (ook wel: Koninkrijk Janjero) | Sidamo: Yengar                               |

### Z
| Korte landsnaam (Nederlands) | Lange landsnaam (Nederlands) | Korte landsnaam (oorspronkelijke taal/talen) |
| ---------------------------- | ---------------------------- | -------------------------------------------- |
| Zazzau (tot december)        | Koninkrijk Zazzau            | Hausa: Zazzau                                |
| Zuba                         | Zuba                         | Hausa: Zuba                                  |
| Zweden                       | Koninkrijk Zweden            | Zweeds: Sverige                              |

## Andere landen

### Landen binnen de grenzen van het Ottomaanse Rijk
In onderstaande lijst zijn staten opgenomen die lagen in het gebied dat officieel behoorde tot het Ottomaanse Rijk, maar waar het Ottomaanse Rijk geen zeggenschap had. Bahrein was een vazal van Diriyah en is niet apart in onderstaande lijst opgenomen.
| Korte landsnaam (Nederlands) | Lange landsnaam (Nederlands)                                                | Korte landsnaam (oorspronkelijke taal/talen)                                 |
| ---------------------------- | --------------------------------------------------------------------------- | ---------------------------------------------------------------------------- |
| Aqrabi                       | Sjeikdom Aqrabi                                                             | Arabisch: 'Aqrabi / عقربي                                                    |
| Audhali                      | Sultanaat Audhali                                                           | Arabisch: al-ʿAwdhalī / العوذلي                                              |
| Bayda                        | Sultanaat Bayda (ook wel: Beda / Baidah)                                    | Arabisch: Al-Bayḍā / ٱلْبَيْضَاء                                                 |
| Beihan                       | Emiraat Beihan (ook wel: Bayhan)                                            | Arabisch: Bayḥān / بيحان                                                     |
| Dhala                        | Emiraat Dhala (ook wel: Dali / Dhali / Amiri)                               | Arabisch: aḍ-Ḍāliʿ / الضالع                                                  |
| Diriyah                      | Emiraat Diriyah (ook wel: Eerste Saoedische Staat)                          | Arabisch: ad-Dir‘iyya / الدرعية                                              |
| Fadhli                       | Sultanaat Fadhli                                                            | Arabisch: Faḍlī / فضلي                                                       |
| Haushabi                     | Sultanaat Haushabi                                                          | Arabisch: Al-Hawshabī / الحوشبي                                              |
| Kathiri                      | Sultanaat Kathiri                                                           | Arabisch: al-Kathīrī / الكثيري                                               |
| Koeweit                      | Sjeikdom Koeweit                                                            | Arabisch: al-Kuwayt / الكويت                                                 |
| Lahej                        | Sultanaat Lahej (ook wel: Sultanaat Abdali / Lahij)                         | Arabisch: Laḥij / لحج                                                        |
| Mahra                        | Mahrasultanaat Qishn en Socotra (ook wel: Mahrasultanaat Ghayda en Socotra) | Arabisch: Salṭanat Mahrah fī Qishn wa Suquṭrah / سلطنة المهرة في قشن و سقطرة |
| Manfuha                      | Sjeikdom Manfuha                                                            | Arabisch: Manfuha / منفوحة                                                   |
| Mukalla                      | Staat Mukalla                                                               | Arabisch: al-Mukallā / ٱلْمُكَلَّا                                                |
| Mutayr                       | Sjeikdom Mutayr                                                             | Arabisch: Mutayr / مطير                                                      |
| Neder-Aulaqi                 | Sultanaat Neder-Aulaqi                                                      | Arabisch: ʿAwlaqī al-Suflī / العوالق السفلى                                  |
| Neder-Yafa                   | Sultanaat Neder-Yafa                                                        | Arabisch: Yāfiʿ al-Suflā / يافع السفلى                                       |
| Opper-Aulaqi (sjeikdom)      | Sjeikdom Opper-Aulaqi                                                       | Arabisch: Mashyakhat al-ʿAwālaq al-ʿUlyā / مشيخة العوالق العليا              |
| Opper-Aulaqi (sultanaat)     | Sultanaat Opper-Aulaqi                                                      | Arabisch: Salṭanat al-ʿAwālaq al-ʿUlyā / سلطنة العوالق العليا                |
| Opper-Yafa                   | Staat Opper-Yafa (ook wel: Sultanaat Opper-Yafa)                            | Arabisch: Yāfiʿ al-ʿUlyā / يافع العليا                                       |
| Qasimiden                    | Imamaat van de Qasimiden (Imamaat Jemen / Imamaat van de Zaidieten)         | Arabisch:                                                                    |
| Shaib                        | Sjeikdom Shaib                                                              | Arabisch: Shuʿayb / شعيب                                                     |
| Shihr                        | Shihr                                                                       | Arabisch: Ash Shihr / الشحر                                                  |
| Subeihi                      | Sultanaat Subeihi                                                           | Arabisch: aṣ-Ṣubayḥī / الصبيحي                                               |
| Unayzah                      | Emiraat Unayzah (ook wel: Anayzah)                                          | Arabisch: Unaizah / عنيزة                                                    |
| Wahidi                       | Sultanaat Wahidi                                                            | Arabisch: Wāḥidī / واحدي                                                     |

### Landen binnen de grenzen van het Perzische Rijk
In onderstaande lijst zijn staten opgenomen die lagen in het gebied dat officieel behoorde tot Perzië, maar waarover Perzië weinig tot geen controle had.
| Korte landsnaam (Nederlands) | Officiële landsnaam (Nederlands)                            | Korte landsnaam (oorspronkelijke taal/talen)                              |
| ---------------------------- | ----------------------------------------------------------- | ------------------------------------------------------------------------- |
| Akhty-Para                   | Confederatie Akhty-Para                                     | Lezgisch:                                                                 |
| Aqusha-Dargo                 | Confederatie Aqusha-Dargo                                   | Lezgisch:                                                                 |
| Ardebil (tot 1808)           | Kanaat Ardebil (ook wel: Ardabil / Badiroghlu)              | Azerbeidzjaans: Ərdəbil Perzisch: Ardabīl / اردبیل                        |
| Gazikumukh                   | Kanaat Gazikumukh (ook wel: Lak / Kazi-Kumukh / Qazi-Qumuq) | Lak: Gazigumukssa Khanlug Perzisch:                                       |
| Jerevan                      | Kanaat Jerevan                                              | Armeens: Yerevan / Երևան Azerbeidzjaans: İrəvan Perzisch: Īravān / ایروان |
| Khalkhal                     | Kanaat Khalkhal (ook wel: Herowabad / Herow)                | Azerbeidzjaans: Hirow / هیرو Perzisch: Khālkhāl / خالخال                  |
| Khoy                         | Kanaat Khoy (ook wel: Donboli)                              | Azerbeidzjaans: Xoy Perzisch: Khoy / خوی                                  |
| Maku                         | Kanaat Maku (ook wel: Kangarli)                             | Azerbeidzjaans: Maku Perzisch: Mākū / ماكو                                |
| Maragha                      | Kanaat Maragha (ook wel: Maraqeh / Maragheh)                | Azerbeidzjaans: ماراغا Perzisch: Marāgheh / مراغه                         |
| Marand                       | Kanaat Marand (ook wel: Morand)                             | Azerbeidzjaans: Mərənd Perzisch: Marand / مرند                            |
| Nachitsjevan                 | Kanaat Nachitsjevan                                         | Azerbeidzjaans: Naxçivan Perzisch: خانات نخجوان                           |
| Qutqashen                    | Sultanaat Qutqashen (ook wel: Qabala)                       | Azerbeidzjaans: Qutqaşen sultanlığı / Qəbələ mahalı Perzisch:             |
| Talysh                       | Kanaat Talysh (ook wel: Lankaran)                           | Azerbeidzjaans: Talış Talysh: Perzisch:                                   |
| Zanjan                       | Kanaat Zanjan                                               | Azerbeidzjaans: زنگان Perzisch: Zanjan / زنجان                            |

### Autonome gebieden binnen de Marathaconfederatie
De soevereine vorst van de Marathaconfederatie was de chhatrapati. Er waren twee chhatrapati's, beide van de Bhonsle-dynastie, gezeteld in Satara en Kolhapur. De feitelijke macht was echter in handen van de peshwa (premier) van de Bhat-familie. Daarnaast hadden grote delen van het rijk een semi-autonome status. De belangrijkste dynastieën die deze gebieden bestuurden waren de Holkar van Indore, de Scindia van Gwalior en de Puar van Dewas, maar er waren vele andere semi-autonome gebieden.
| Korte landsnaam (Nederlands) | Status                                                                   | Korte landsnaam (oorspronkelijke taal/talen) |
| ---------------------------- | ------------------------------------------------------------------------ | -------------------------------------------- |
| Ajaigarh                     | Ajaigarh (ook wel: Ajaygarh / Adjygurh)                                  | Marathi:                                     |
| Akalkot                      | Akalkot (ook wel: Akkalkot), onder bestuur van de Bhonsle-dynastie       | Marathi: अक्कलकोट                              |
| Alipura (tot 1808)           | Alipura                                                                  | Marathi:                                     |
| Bhopal                       | Bhopal, onder bestuurt van de Mirazikhel-dynastie                        | Perzisch: بوپال                              |
| Bhor                         | Bhor                                                                     | Marathi: भोर                                  |
| Daphlapur                    | Daphlapur (ook wel: Daflepur), onder bestuur van de Dafle-dynastie       | Marathi:                                     |
| Dewas Junior                 | Dewas Junior, onder bestuur van de Puar-dynastie                         | Marathi:                                     |
| Dewas Senior                 | Dewas Senior, onder bestuur van de Puar-dynastie                         | Marathi:                                     |
| Dhar                         | Dhar, onder bestuur van de Puar-dynastie                                 | Marathi: धार                                  |
| Gwalior                      | Gwalior (ook wel: Ujjain), onder bestuur van de Scindia-dynastie         | Marathi: ग्वाल्हेर                               |
| Indore                       | Indore, onder bestuur van de Holkar-dynastie                             | Marathi: इंदूर                                 |
| Jaso                         | Jaso (ook wel: Jassu)                                                    | Marathi:                                     |
| Jath                         | Jath (ook wel: Joth), onder bestuur van de Dafle-dynastie                | Marathi: जत                                  |
| Kolhapur                     | Kolhapur, onder bestuur van de Bhonsle-dynastie                          | Marathi: कोल्हापूर                               |
| Kurundvad                    | Kurundvad (ook wel: Kurandvad), onder bestuur van de Patwardhan-dynastie | Marathi:                                     |
| Miraj                        | Miraj, onder bestuur van de Patwardhan-dynastie                          | Marathi: मिरज                                 |
| Nagpur                       | Nagpur, onder bestuur van de Bhonsle-dynastie                            | Marathi: नागपूर                                |
| Phaltan                      | Phaltan, onder bestuur van de Nimbalkar-dynastie                         | Marathi: फलटण                                |
| Sangli                       | Sangli, onder bestuur van de Patwardhan-dynastie                         | Marathi: सांगली                                 |

### Staten binnen het Mogolrijk
Onderstaande staten behoorden officieel tot het Mogolrijk, maar waren daarvan in feite onafhankelijk.
| Korte landsnaam (Nederlands) | Status                                                 | Korte landsnaam (oorspronkelijke taal/talen)   |
| ---------------------------- | ------------------------------------------------------ | ---------------------------------------------- |
| Avadh                        | Koninkrijk Avadh (ook wel: Awadh / Oudh)               | Avadhi en Hindoestani: Avadha / अवध Urdu: اودھ |
| Banswara                     | Banswara                                               | Wagdi:                                         |
| Barwani                      | Barwani                                                | Hindoestani: Baḍwāni / बड़वानी                    |
| Bharatpur                    | Koninkrijk Bharatpur (ook wel: Jat Staat)              | Hindoestani: Bharatpur / भरतपुर                 |
| Bikaner                      | Bikaner                                                | Rajasthani: बिकाणो                                |
| Bundi                        | Bundi                                                  | Hindoestani: Būndī / बूंदी                        |
| Dungarpur                    | Dungarpur                                              | Wagdi:                                         |
| Jaipur                       | Jaipur                                                 | Hindi: Jayapur /जयपुर                           |
| Jaisalmer                    | Jaisalmer                                              | Rajasthani: जैसलमेर                              |
| Jodhpur                      | Jodhpur (ook wel: Marwar)                              | Rajasthani: जोधपुर Urdu: جودهپُور                 |
| Karauli                      | Karauli                                                | Hindi: करौली                                     |
| Kishangarh                   | Kishangarh                                             | Rajasthani:                                    |
| Kota                         | Kota (ook wel: Kotah)                                  | Rajasthani: कोटा                                 |
| Pratapgarh                   | Pratapgarh (ook wel: Pratabgarh)                       | Rajasthani:                                    |
| Sirohi                       | Sirohi                                                 | Rajasthani:                                    |
| Udaipur                      | Koninkrijk Udaipur (ook wel: Sisodia-dynastie / Mewar) | Mewari:                                        |

### Balinese koninkrijken
Het Koninkrijk Bali bestond uit diverse zelfstandige koninkrijken, waarbij de koning van Klungkung fungeerde als een primus inter pares. Ubud was een vazal van Gianyar en is niet apart weergegeven.
| Korte landsnaam (Nederlands) | Status                | Korte landsnaam (oorspronkelijke taal/talen) |
| ---------------------------- | --------------------- | -------------------------------------------- |
| Badung                       | Koninkrijk Badung     | Balinees: Badung                             |
| Bangli                       | Koninkrijk Bangli     | Balinees: Bangli                             |
| Buleleng                     | Koninkrijk Buleleng   | Balinees: Buleleng                           |
| Gianyar                      | Koninkrijk Gianyar    | Balinees: Gianyar                            |
| Jembrana                     | Koninkrijk Jembrana   | Balinees: Jembrana                           |
| Karangasem                   | Koninkrijk Karangasem | Balinees: Karangasem                         |
| Kesiman                      | Koninkrijk Kesiman    | Balinees: Kesiman                            |
| Klungkung                    | Koninkrijk Klungkung  | Balinees: Klungkung                          |
| Mengwi                       | Koninkrijk Mengwi     | Balinees: Mengwi                             |
| Pamecutan                    | Koninkrijk Pamecutan  | Balinees: Pamecutan                          |
| Tabanan                      | Koninkrijk Tabanan    | Balinees: Tabanan                            |

### Niet algemeen erkende landen
| Korte landsnaam (Nederlands) | Lange landsnaam (Nederlands)           | Korte landsnaam (oorspronkelijke taal/talen)                     |
| ---------------------------- | -------------------------------------- | ---------------------------------------------------------------- |
| Couto Misto                  | Couto Misto                            | Galicisch: Couto Mixto Portugees: Couto Misto Spaans: Coto Mixto |
| Franceville                  | Onafhankelijke Gemeenschap Franceville | Bislama en Frans: Franceville                                    |
| Haïti (zuid)                 | Haïti                                  | Frans: Haïti Haïtiaans-Creools: Ayiti                            |
| Haïti (noord)                | Staat Haïti                            | Frans: Haïti Haïtiaans-Creools: Ayiti                            |
| Mombassa                     | Sultanaat Mombassa                     | Arabisch: مومباسا                                                |
| Muskogee                     | Staat Muskogee                         | Engels: Muskogee                                                 |
| Servië                       | Servië (Revolutionair Servië)          | Servisch: Srbija / Србија                                        |

## Niet-onafhankelijke gebieden
Hieronder staat een lijst van afhankelijke gebieden.

### Niet-onafhankelijke gebieden van Ashanti
| Korte landsnaam (Nederlands) | Status     | Korte landsnaam (oorspronkelijke taal/talen) |
| ---------------------------- | ---------- | -------------------------------------------- |
| Denkyira                     | Vazalstaat | Akan: Denkyira                               |

### Niet-onafhankelijke gebieden van Benin
De Ekiti-koninkrijken waren onder andere Ado-Ekiti, Akure, Aramoko-Ekiti, Awo-Ekiti en Ise-Ekiti. Deze stadstaten zijn niet apart weergegeven.
| Korte landsnaam (Nederlands) | Status      | Korte landsnaam (oorspronkelijke taal/talen) |
| ---------------------------- | ----------- | -------------------------------------------- |
| Ekiti-koninkrijken           | Vazalstaten | Yoruba:                                      |

### Britse niet-onafhankelijke gebieden
| Korte landsnaam (Nederlands)                   | Status                                                                 | Korte landsnaam (oorspronkelijke taal/talen)         |
| ---------------------------------------------- | ---------------------------------------------------------------------- | ---------------------------------------------------- |
| Alderney                                       | Brits Kroonbezit                                                       | Engels: Alderney Frans: Aurigny                      |
| Bahama's                                       | Kroonkolonie                                                           | Engels: Bahama Islands                               |
| Barbados                                       | Kolonie                                                                | Engels: Barbados                                     |
| Bermuda                                        | Kroonkolonie                                                           | Engels: Bermuda                                      |
| Britse Bovenwindse Eilanden                    | Kolonie                                                                | Engels: Leeward Islands                              |
| Britse Goudkust                                | Overzees bezit, eigendom van de Company of Merchants Trading to Africa | Engels: Gold Coast                                   |
| Cape Bretoneiland                              | Kolonie                                                                | Engels: Cape Breton Island                           |
| Ceylon                                         | Kroonkolonie                                                           | Engels: Ceylon                                       |
| Dominica                                       | Kolonie                                                                | Engels: Dominica                                     |
| Fort James                                     | Overzees bezit, eigendom van de Company of Merchants Trading to Africa | Engels: Fort James                                   |
| Fort William                                   | Overzees bezit                                                         | Engels: Fort William at Whydah                       |
| Gibraltar                                      | Overzees bezit                                                         | Engels: Gibraltar                                    |
| Grenada                                        | Kolonie                                                                | Engels: Grenada                                      |
| Guernsey                                       | Brits Kroonbezit                                                       | Engels: Guernsey Frans: Guernesey                    |
| Jamaica                                        | Kroonkolonie                                                           | Engels: Jamaica                                      |
| Jersey                                         | Brits Kroonbezit                                                       | Engels en Frans: Jersey                              |
| Kaapkolonie                                    | Kroonkolonie                                                           | Engels: Cape Colony Nederlands: Kaapkolonie          |
| Lord Howe-eiland                               | Overzees bezit                                                         | Engels: Lord Howe Island                             |
| Man                                            | Bezit                                                                  | Engels: Isle of Man Manx-Gaelisch: Ellan Vannin      |
| Mary Ballcouts Eiland                          | Overzees bezit                                                         | Engels: Mary Ballcout's Island                       |
| Miskitokoninkrijk                              | Protectoraat: Miskitokoninkrijk                                        | Engels: Mosquito Kingdom Miskito:                    |
| Neder-Canada                                   | Kolonie                                                                | Engels: Lower Canada                                 |
| Newfoundland                                   | Kolonie                                                                | Engels: Newfoundland                                 |
| Nieuw-Brunswijk                                | Kolonie                                                                | Engels: New Brunswick                                |
| Nieuw-Caledonië (vanaf 1808)                   | Bestuurd door de Hudson's Bay Company                                  | Engels: New Caledonia                                |
| New South Wales                                | Kroonkolonie                                                           | Engels: New South Wales                              |
| Noordwestelijk Territorium                     | Eigendom van de Hudson's Bay Company                                   | Engels: North-Western Territory                      |
| Nova Scotia                                    | Kolonie                                                                | Engels: Nova Scotia                                  |
| Oost-Indië                                     | Gebied van de Britse Oost-Indische Compagnie                           | Engels: East India                                   |
| Opper-Canada                                   | Kolonie                                                                | Engels: Upper Canada                                 |
| Prins Edwardeiland                             | Kolonie                                                                | Engels: Prince Edward Island                         |
| Prins Edwardeilanden                           | Overzees bezit                                                         | Engels: Prince Edward Islands                        |
| Rupertland                                     | Eigendom van de Hudson's Bay Company.                                  | Engels: Rupert's Land                                |
| Saint Lucia                                    | Kolonie                                                                | Engels: Saint Lucia                                  |
| Saint Vincent                                  | Kolonie                                                                | Engels: Saint Vincent                                |
| Shenge                                         | Protectoraat                                                           | Engels: Shenge                                       |
| Sierra Leone                                   | Kroonkolonie (vanaf 1 januari)                                         | Engels: Sierra Leone                                 |
| Sint-Helena                                    | Gebied van de Britse Oost-Indische Compagnie                           | Engels: Saint Helena                                 |
| Stikineterritorium                             | Overzees bezit                                                         | Engels: Stickeen Territories / Stikine Territory     |
| Tobago                                         | Kolonie                                                                | Engels: Tobago                                       |
| Trinidad                                       | Kolonie                                                                | Engels: Trinidad                                     |
| Zuid-Georgië en de Zuidelijke Sandwicheilanden | Overzees bezit                                                         | Engels: South Georgia and the South Sandwich Islands |

### Niet-onafhankelijke gebieden van Buchara
| Korte landsnaam (Nederlands) | Status                                        | Korte landsnaam (oorspronkelijke taal/talen) |
| ---------------------------- | --------------------------------------------- | -------------------------------------------- |
| Andkhoy                      | Vazalstaat: Kanaat Andkhoy (ook wel: Andkhui) |                                              |

### Chinese niet-onafhankelijke gebieden
| Korte landsnaam (Nederlands) | Status                              | Korte landsnaam (oorspronkelijke taal/talen) |
| ---------------------------- | ----------------------------------- | -------------------------------------------- |
| Hunza                        | Vazalstaat: Hunza (ook wel: Kanjut) | Urdu: Hunza / ہنزہ                           |
| Ladakh                       | Vazalstaat van Tibet                | Ladakhi:                                     |
| Lanfang                      | Vazalstaat: Republiek Lanfang       | Mandarijn: Lánfāng Gònghéguó / 蘭芳共和國    |
| Tibet                        | Vazalstaat                          | Tibetaans: Bod / བོད་                         |

### Deense niet-onafhankelijke gebieden
| Korte landsnaam (Nederlands)       | Status                                                          | Korte landsnaam (oorspronkelijke taal/talen) |
| ---------------------------------- | --------------------------------------------------------------- | -------------------------------------------- |
| Deense Goudkust                    | Kolonie                                                         | Deens: Den danske Guldkyst                   |
| Deens-Oost-Indië (tot 13 februari) | Kolonie                                                         | Deens: Dansk Ostindien                       |
| Groenland                          | Kolonie                                                         | Deens: Grønland                              |
| Holstein                           | Hertogdom Holstein, in personele unie met Denemarken verbonden  | Deens: Holsten Duits: Holstein               |
| IJsland                            | Kolonie                                                         | Deens: Ísland                                |
| Sleeswijk                          | Hertogdom Sleeswijk, in personele unie met Denemarken verbonden | Deens: Slesvig Duits: Schleswig              |

### Franse niet-onafhankelijke gebieden
| Korte landsnaam (Nederlands)               | Status | Korte landsnaam (oorspronkelijke taal/talen)         |
| ------------------------------------------ | --- | ---------------------------------------------------- |
| Benevento                                  | Vazalstaat: Vorstendom Benevento                                                                                                 | Frans: Bénévent Italiaans: Benevento                 |
| Crozeteilanden                             | Overzees bezit | Frans: Îles Crozet                                   |
| Danzig                                     | Protectoraat: Vrije Stad Danzig (ook wel: Republiek Danzig)                                                                      | Duits: Danzig Frans: Dantzig Pools: Gdańsk           |
| Erfurt                                     | Vorstendom Erfurt, domein van de Franse keizer                                                                                   | Duits en Frans: Erfurt                               |
| Franse Goudkust                            | Overzees bezit | Frans: Établissements français de la Côte-d'Or       |
| Frans-Guyana                               | Kolonie | Frans: Guyane Français                               |
| Frans-Oost-Indië                           | Kolonie | Frans: Indes-Orientales                              |
| Guadeloupe                                 | Kolonie | Frans: Guadeloupe                                    |
| Holland                                    | Vazalstaat: Koninkrijk Holland                                                                                                   | Frans: Hollande Nederlands: Holland                  |
| Italië                                     | Vazalstaat: Koninkrijk Italië | Italiaans: Italia                                    |
| Kerguelen                                  | Overzees bezit | Frans: Îles Kerguelen                                |
| Lucca                                      | Vazalstaat: Vorstendom Lucca en Piombino                                                                                         | Frans en Italiaans: Lucca                            |
| Martinique                                 | Kolonie | Frans: Martinique                                    |
| Massa en Carrara                           | Vazalstaat: Hertogdom Massa en Vorstendom Carrara                                                                                | Italiaans: Massa e Carrara                           |
| (tot 1 augustus) Napels (vanaf 1 augustus) | Vazalstaat: Koninkrijk der Beide Siciliën (tot 1 augustus) Vazalstaat: Koninkrijk Sicilië (Koninkrijk Napels) (vanaf 1 augustus) | Italiaans en Napolitaans: Napoli / Sicilia citeriore |
| Pontecorvo                                 | Vazalstaat: Vorstendom Pontecorvo                                                                                                | Frans en Italiaans: Pontecorvo                       |
| Rhodaanse Republiek                        | Vazalstaat: Rhodaanse Republiek                                                                                                  | Frans: République rhodanienne                        |
| Rijnbond                                   | Vazalstaat: Geconfedereerde Staten van de Rijn                                                                                   | Duits: Rheinbund Frans: Confédération du Rhin        |
| Saint-Paul en Amsterdam                    | Overzees bezit | Frans: Saint-Paul-et-Amsterdam                       |
| San Marino                                 | Protectoraat: Republiek San Marino                                                                                               | Italiaans: San Marino                                |
| Senegal                                    | Kolonie | Frans: Senegal                                       |
| Spanje (vanaf 6 mei)                       | Vazalstaat: Koninkrijk Spanje | Frans: Espagne Spaans: España                        |
| Warschau                                   | Vazalstaat, in personele unie met het het Koninkrijk Saksen verbonden: Hertogdom Warschau                                        | Duits: Warschau Frans: Varsovie Pools: Warszawa      |
| Zwitserland                                | Vazalstaat: Zwitserse Bondsstaat                                                                                                 | Duits: Schweiz Frans: Suisse Italiaans: Svizzera     |

### Franse niet-onafhankelijke gebieden (leden van de Rijnbond)
| Korte landsnaam (Nederlands)             | Lange naam                                                                      | Korte landsnaam (oorspronkelijke taal/talen)                       |
| ---------------------------------------- | ------------------------------------------------------------------------------- | ------------------------------------------------------------------ |
| Anhalt-Bernburg                          | Hertogdom Anhalt-Bernburg                                                       | Duits en Frans: Anhalt-Bernburg                                    |
| Anhalt-Dessau                            | Hertogdom Anhalt-Dessau                                                         | Duits en Frans: Anhalt-Dessau                                      |
| Anhalt-Köthen                            | Hertogdom Anhalt-Köthen                                                         | Duits en Frans: Anhalt-Köthen                                      |
| Arenberg                                 | Hertogdom Arenberg-Meppen                                                       | Duits en Frans: Arenberg                                           |
| Baden                                    | Groothertogdom Baden                                                            | Duits: Baden Frans: Bade                                           |
| Beieren                                  | Koninkrijk Beieren                                                              | Duits: Bayern Frans: Bavière                                       |
| Berg                                     | Groothertogdom Berg                                                             | Duits en Frans: Berg                                               |
| Hessen                                   | Groothertogdom Hessen (ook wel: Hessen-Darmstadt)                               | Duits: Hessen Frans: Hesse                                         |
| Hohenzollern-Hechingen                   | Vorstendom Hohenzollern-Hechingen                                               | Duits en Frans: Hohenzollern-Hechingen                             |
| Hohenzollern-Sigmaringen                 | Vorstendom Hohenzollern-Sigmaringen                                             | Duits en Frans: Hohenzollern-Sigmaringen                           |
| Isenburg                                 | Soeverein Vorstendom Isenburg                                                   | Duits: Isenburg Frans: Isenbourg                                   |
| Liechtenstein                            | Vorstendom Liechtenstein                                                        | Duits en Frans: Liechtenstein                                      |
| Lippe                                    | Vorstendom Lippe                                                                | Duits en Frans: Lippe                                              |
| Mecklenburg-Schwerin (vanaf 22 maart)    | Hertogdom Mecklenburg-Schwerin                                                  | Duits: Mecklenburg-Schwerin Frans: Mecklembourg-Schwerin           |
| Mecklenburg-Strelitz (vanaf 18 februari) | Hertogdom Mecklenburg-Strelitz                                                  | Duits: Mecklenburg-Strelitz Frans: Mecklembourg-Strelitz           |
| Nassau                                   | Hertogdom Nassau                                                                | Duits en Frans: Nassau                                             |
| Oldenburg (vanaf 14 oktober)             | Hertogdom Oldenburg                                                             | Duits: Oldenburg Frans: Oldenbourg                                 |
| Regensburg                               | Vorstendom Regensburg                                                           | Duits: Regensburg Frans: Ratisbonne                                |
| Reuss-Ebersdorf                          | Vorstendom Reuss-Ebersdorf                                                      | Duits: Reuß-Ebersdorf Frans: Reuss-Ebersdorf                       |
| Reuss-Lobenstein                         | Vorstendom Reuss-Lobenstein                                                     | Duits: Reuß-Lobenstein Frans: Reuss-Lobenstein                     |
| Reuss oudere linie                       | Vorstendom Reuss oudere linie                                                   | Duits: Reuß ältere Linie Frans: Reuss branche aînée                |
| Reuss-Schleiz-Gera                       | Vorstendom Reuss-Schleiz en Gera                                                | Duits: Reuß-Schleiz-Gera Frans: Reuss branche cadette              |
| Saksen                                   | Koninkrijk Saksen                                                               | Duits: Sachsen Frans: Saxe                                         |
| Saksen-Coburg-Saalfeld                   | Hertogdom Saksen-Coburg-Saalfeld                                                | Duits: Sachsen-Coburg-Saalfeld Frans:Saxe-Coburg-Saalfeld          |
| Saksen-Gotha-Altenburg                   | Hertogdom Saksen-Gotha-Altenburg                                                | Duits: Sachsen-Gotha-Altenburg Frans:Saxe-Gotha-Altenburg          |
| Saksen-Eisenach                          | Hertogdom Saksen-Eisenach                                                       | Duits: Sachsen-Eisenach Frans:Saxe-Eisenach                        |
| Saksen-Weimar                            | Hertogdom Saksen-Weimar                                                         | Duits: Sachsen-Weimar Frans:Saxe-Weimar                            |
| Saksen-Meiningen                         | Hertogdom Saksen-Meiningen (ook wel: Hertogdom Saksen-Meiningen-Hildburghausen) | Duits: Sachsen-Meiningen Frans:Saxe-Meiningen                      |
| Salm                                     | Vorstendom Salm                                                                 | Duits en Frans: Salm                                               |
| Schaumburg-Lippe                         | Vorstendom Schaumburg-Lippe                                                     | Duits: Schaumburg-Lippe Frans: Schaumbourg-Lippe                   |
| Pyrmont                                  | Vorstendom Pyrmont                                                              | Duits en Frans: Pyrmont                                            |
| Schwarzburg-Rudolstadt                   | Vorstendom Schwarzburg-Rudolstadt                                               | Duits: Schwarzburg-Rudolstadt Frans: Schwarzbourg-Rudolstadt       |
| Schwarzburg-Sondershausen                | Vorstendom Schwarzburg-Sondershausen                                            | Duits: Schwarzburg-Sondershausen Frans: Schwarzbourg-Sondershausen |
| Von der Leyen                            | Vorstendom von der Leyen                                                        | Duits: Fürstentum von der Leyen Frans: Principauté de la Leyen     |
| Waldeck                                  | Vorstendom Waldeck                                                              | Duits en Frans: Waldeck                                            |
| Westfalen                                | Koninkrijk Westfalen                                                            | Duits: Westphalen Frans: Westphalie                                |
| Württemberg                              | Koninkrijk Württemberg                                                          | Duits: Württemberg Frans: Wurtemberg                               |
| Würzburg                                 | Groothertogdom Würzburg                                                         | Duits en Frans: Würzburg                                           |

### Hollandse niet-onafhankelijke gebieden
Het Koninkrijk Holland was een vazalstaat van Frankrijk. 

De staten (vorstenlanden) van Nederlands-Indië die onder Nederlandse protectie stonden en soms een grote mate van autonomie hadden, zijn niet apart weergegeven. Voorbeelden hiervan zijn: Bacan, Banjarmasin, Bantam, Bima, Cirebon, Gowa, Mataram, Siau, Tabukan en Tidore.
| Korte landsnaam (Nederlands) | Status                     | Korte landsnaam (oorspronkelijke taal/talen)               |
| ---------------------------- | -------------------------- | ---------------------------------------------------------- |
| Nederlands-Indië             | Kolonie                    | Nederlands: Nederlands-Indië                               |
| Nederlandse Goudkust         | Kolonie: Nederlands-Guinea | Nederlands: Nederlandsche Bezittingen ter Kuste van Guinea |
| Sint Maarten                 | Kolonie                    | Nederlands: Sint Maarten                                   |
| Sint Eustatius               | Kolonie                    | Nederlands: Sint Eustatius                                 |

### Niet-onafhankelijke gebieden van Janjira
| Korte landsnaam (Nederlands) | Status                                                                 | Korte landsnaam (oorspronkelijke taal/talen) |
| ---------------------------- | ---------------------------------------------------------------------- | -------------------------------------------- |
| Jafarabad                    | Jafarabad (ook wel: Jafrabad), in personele unie met Janjira verbonden | Gujarati: જાફરાબાદ                              |

### Japanse niet-onafhankelijke gebieden
| Korte landsnaam (Nederlands) | Status                        | Korte landsnaam (oorspronkelijke taal/talen)                    |
| ---------------------------- | ----------------------------- | --------------------------------------------------------------- |
| Riukiu                       | Vazalstaat: Koninkrijk Riukiu | Japans: Ryūkyū Ōkoku / 琉球王国 Riukiuaans: Rūchū-kuku / 琉球國 |

### Niet-onafhankelijke gebieden van Johor
| Korte landsnaam (Nederlands) | Status                       | Korte landsnaam (oorspronkelijke taal/talen) |
| ---------------------------- | ---------------------------- | -------------------------------------------- |
| Muar                         | Vazalstaat                   | Maleis: Muar                                 |
| Pahang                       | Vazalstaat: Sultanaat Pahang | Maleis: Pahang                               |

### Niet-onafhankelijke gebieden van Kutai
| Korte landsnaam (Nederlands) | Status                                   | Korte landsnaam (oorspronkelijke taal/talen) |
| ---------------------------- | ---------------------------------------- | -------------------------------------------- |
| Berau                        | Vazalstaat: Sultanaat Berau              | Maleis: Berau                                |
| Bulungan                     | Vazalstaat van Berau: Sultanaat Bulungan | Maleis: Bulungan / بولوڠن                    |

### Ottomaanse niet-onafhankelijke gebieden
Egypte en Tunis waren onderdelen van het Ottomaanse Rijk, maar hadden een grote mate van autonomie.
| Korte landsnaam (Nederlands) | Status                             | Korte landsnaam (oorspronkelijke taal/talen) |
| ---------------------------- | ---------------------------------- | -------------------------------------------- |
| Abchazië                     | Vazalstaat: Vorstendom Abchazië    | Abchazisch: Apsny / Аҧсны́                    |
| Baban                        | Vazalstaat: Emiraat Baban          | Koerdisch:                                   |
| Badinan                      | Vazalstaat: Badinan                | Koerdisch:                                   |
| Bitlis                       | Vazalstaat: Vorstendom Bitlis      | Koerdisch:                                   |
| Botan                        | Vazalstaat: Emiraat Botan (Bokhti) | Koerdisch:                                   |
| Egypte                       | Eyalet Egypte                      | Arabisch: Miṣr / مِصر Osmaans: Mısır / میصیر  |
| Goeria                       | Vazalstaat: Vorstendom Goeria      | Georgisch: Guria / გურია                     |
| Hakkari                      | Vazalstaat: Emiraat Hakkari        | Koerdisch:                                   |
| Moldavië                     | Vazalstaat: Vorstendom Moldavië    | Osmaans: Bogdan Roemeens: Moldova            |
| Şirvan                       | Vazalstaat: Emiraat Şirvan         | Koerdisch:                                   |
| Soran                        | Vazalstaat: Emiraat Soran          | Koerdisch:                                   |
| Svanetië                     | Vazalstaat: Vorstendom Svanetië    | Svanetisch:                                  |
| Taqali                       | Vazalstaat: Taqali                 | Taqali: Taqali                               |
| Tunis                        | Beylik Tunis                       | Arabisch: Osmaans:                           |
| Walachije (vanaf 1 maart)    | Vazalstaat: Vorstendom Walachije   | Osmaans: Eflak Roemeens: Valahia             |

### Niet-onafhankelijke gebieden van Ouaddaï
| Korte landsnaam (Nederlands) | Status                          | Korte landsnaam (oorspronkelijke taal/talen) |
| ---------------------------- | ------------------------------- | -------------------------------------------- |
| Dar Runga                    | Vazalstaat: Sultanaat Dar Runga |                                              |

### Perzische niet-onafhankelijke gebieden
| Korte landsnaam (Nederlands) | Status                                 | Korte naam (oorspronkelijke taal/talen)                    |
| ---------------------------- | -------------------------------------- | ---------------------------------------------------------- |
| Ardalan                      | Vazalstaat: Ardalan (ook wel: Erdalan) | Koerdisch: Perzisch: Ardalān / اردلان                      |
| Karadach (tot 1808)          | Vazalstaat: Kanaat Karadach            | Azerbeidzjaans: قاراداغ خانلیغی Perzisch: خانات قره‌داغ     |
| Urmia                        | Vazalstaat: Kanaat Urmia               | Azerbeidzjaans: Urmiya / اورمیه و Perzisch: Urmia / ارومیه |

### Portugese niet-onafhankelijke gebieden
| Korte landsnaam (Nederlands) | Status                | Korte landsnaam (oorspronkelijke taal/talen) |
| ---------------------------- | --------------------- | -------------------------------------------- |
| Azoren                       | Kapiteinsgeneraliteit | Portugees: Açores                            |
| Brazilië                     | Onderkoninkrijk       | Portugees: Brasil                            |
| Kaapverdië                   | Kolonie               | Portugees: Cabo Verde                        |
| Macau                        | Kolonie               | Portugees: Macau                             |
| Madeira (vanaf april)        | Kolonie               | Portugees: Madeira                           |
| Portugees-Indië              | Kolonie               | Portugees: Estado da Índia                   |
| Portugees-Oost-Afrika        | Kolonie               | Portugees: África Oriental Portuguesa        |
| Portugees-West-Afrika        | Kolonie               | Portugees: África Ocidental Portuguesa       |
| Sao Tomé en Principe         | Kolonie               | Portugees: São Tomé e Príncipe               |

### Russische niet-onafhankelijke gebieden
| Korte landsnaam (Nederlands) | Status                                                                      | Korte landsnaam (oorspronkelijke taal/talen)                                       |
| ---------------------------- | --------------------------------------------------------------------------- | ---------------------------------------------------------------------------------- |
| Bukej-Horde                  | Vazalstaat: Bukej-Horde                                                     | Kazachs: Bökey Ordası / Бөкей Ордасы Russisch: Bukeyevskaya Orda / Букеевская Орда |
| Derbent                      | Kanaat Derbent (ook wel: Derbend)                                           | Azerbeidzjaans: Dərbənd Lezgisch: Кьвевар Russisch: Дербент                        |
| Elisu                        | Vazalstaat: Sultanaat Elisu (ook wel: Elisou / Ilisu)                       | Azerbeidzjaans: Georgisch: Russisch: Илису Tsachoerisch:                           |
| Grote Horde                  | Protectoraat                                                                | Kazachs: Ulı jüz / Ұлы жүз                                                         |
| Imeretië                     | Protectoraat: Koninkrijk Imeretië                                           | Georgisch: Imeretis Samepho / იმერეთის სამეფო                                      |
| Kaitag                       | Kaitag                                                                      | Dargiens: Koemuks: Russisch: Кайтагское уцмийство                                  |
| Karabach                     | Vazalstaat: Kanaat Karabach                                                 | Azerbeidzjaans: Qarabağ Russisch: Карабахское ханство                              |
| Kleine Horde                 | Protectoraat                                                                | Kazachs: Kişi jüz / Кіші жүз                                                       |
| Middelste Horde              | Protectoraat                                                                | Kazachs: Orta jüz / Орта жүз                                                       |
| Mingrelië                    | Protectoraat: Vorstendom Mingrelië                                          | Mingreels:                                                                         |
| Quba                         | Protectoraat: Kanaat Quba (ook wel: Kuba)                                   | Azerbeidzjaans: Quba Lezgisch: Куба́                                                |
| Russisch-Amerika             | Territorium van de Russisch-Amerikaanse Compagnie                           | Russisch: Russkaya Amerika / Русская Америка                                       |
| Shaki                        | Vazalstaat: Kanaat Shaki (ook wel: Sheki / Sjeki / Şəki / Shekin / Shakki)  | Azerbeidzjaans: Şəki Russisch: Sjeki / Шеки                                        |
| Shamakha                     | Vazalstaat: Kanaat Shamakha (ook wel: Şirvan / Shirwan / Shervan / Sjirvan) | Azerbeidzjaans: Russisch: Шемаха                                                   |
| Tabassaran                   | Vazalstaat: Vorstendom Tabassaran (ook wel: Tabasaran)                      | Russisch: Tabassaraans: Табасаран                                                  |
| Tarki                        | Vazalstaat: Sjamchalaat Tarki                                               | Koemuks: Targhu / Таргъу Russisch: Тарки́                                           |

### Rwandese niet-onafhankelijke gebieden
| Korte landsnaam (Nederlands) | Status                                                        | Korte landsnaam (oorspronkelijke taal/talen) |
| ---------------------------- | ------------------------------------------------------------- | -------------------------------------------- |
| Buhoma                       | Vazalstaat: Koninkrijk Buhoma                                 | Kinyarwanda: Buhoma                          |
| Bukonja                      | Vazalstaat: Koninkrijk Bukonja                                | Kinyarwanda: Bukonja                         |
| Bukunzi                      | Vazalstaat: Koninkrijk Bukunzi (ook wel: Koninkrijk Mbirizi)  | Kinyarwanda: Bukunzi                         |
| Bushiru                      | Vazalstaat: Koninkrijk Bushiru                                | Kinyarwanda: Bushiru                         |
| Busozo                       | Vazalstaat: Koninkrijk Busozo                                 | Kinyarwanda: Busozo                          |
| Cyingogo                     | Vazalstaat: Koninkrijk Cyingogo (ook wel: Koninkrijk Kingogo) | Kinyarwanda: Cyingogo                        |
| Kibari                       | Vazalstaat: Koninkrijk Kibari                                 | Kinyarwanda: Kibari                          |
| Ruhengeri                    | Vazalstaat: Koninkrijk Ruhengeri                              | Kinyarwanda: Ruhengeri                       |

### Niet-onafhankelijke gebieden van Siak
| Korte landsnaam (Nederlands) | Status     | Korte landsnaam (oorspronkelijke taal/talen) |
| ---------------------------- | ---------- | -------------------------------------------- |
| Langkat                      | Vazalstaat | Maleis: Langkat                              |
| Pelalawan                    | Vazalstaat | Maleis: Pelalawan                            |
| Serdang                      | Vazalstaat | Maleis: Serdang                              |

### Siamese niet-onafhankelijke gebieden
Het Koninkrijk Besut Darul Iman was een vazal van Terengganu en is niet apart weergegeven. Perlis was onderworpen aan Kedah en is ook niet apart weergegeven. De semi-autonome stadstaten van Lanna (Chiang Rai, Lampang, Lamphun, Mae Hong Son, Nan en Phrae) zijn ook niet apart vermeld.
| Korte landsnaam (Nederlands) | Status                                                                                 | Korte landsnaam (oorspronkelijke taal/talen)                 |
| ---------------------------- | -------------------------------------------------------------------------------------- | ------------------------------------------------------------ |
| Cambodja                     | Vazalstaat: Koninkrijk Cambodja                                                        | Khmer: Kampuchéa / កម្ពុជា Siamees: Kạmphūchā / กัมพูชา           |
| Champasak                    | Vazalstaat: Koninkrijk Champasak                                                       | Laotiaans: Champasak / ຈຳປາສັກ Siamees:                       |
| Kedah                        | Vazalstaat: Sultanaat Kedah Darul Aman                                                 | Maleis: Kedah / قدح Siamees: Syburi / ไทรบุรี                  |
| Lanna                        | Vazalstaat: Land van een Miljoen Rijstvelden (Koninkrijk Lanna / Koninkrijk Chiangmai) | Lanna en Siamees: อาณาจักรล้านนา                               |
| Patani                       | Siamese bezetting van Patani                                                           | Maleis: Patani Siamees: Pattani / ปัตตานี                      |
| Setul (vanaf 1808)           | Vazalstaat: Koninkrijk Setul Mambang Segara                                            | Maleis: Setul Siamees: Satun / สตูล                           |
| Terengganu                   | Vazalstaat: Sultanaat Terengganu Darul Iman                                            | Maleis: Tranung Siamees: Trangkanu / ตรังกานู                  |
| Vientiane                    | Vazalstaat: Koninkrijk Vientiane                                                       | Laotiaans: Wieng Chan / ວຽງຈັນ Siamees: Viang chan / เวียงจันทน์ |
| Xhieng Khuang                | Vazalstaat: Koninkrijk Xhieng Khuang (ook wel: Muang Phuan)                            | Laotiaans: Siamees:                                          |

### Niet-onafhankelijke gebieden van de Sikhs
| Korte landsnaam (Nederlands) | Status     | Korte landsnaam (oorspronkelijke taal/talen) |
| ---------------------------- | ---------- | -------------------------------------------- |
| Kotkhai                      | Vazalstaat |                                              |

### Niet-onafhankelijke gebieden van Sokoto
| Korte landsnaam (Nederlands) | Status                         | Korte landsnaam (oorspronkelijke taal/talen) |
| ---------------------------- | ------------------------------ | -------------------------------------------- |
| Bauchi                       | Vazalstaat: Emiraat Bauchi     | Fula: Bauchi                                 |
| Daura                        | Vazalstaat: Emiraat Daura      | Hausa: Daura                                 |
| Dutse                        | Vazalstaat: Emiraat Dutse      | Fula: Dutse                                  |
| Gobir (vanaf 1808)           | Vazalstaat: Emiraat Gobir      | Hausa: Gobir                                 |
| Gombe                        | Vazalstaat: Emiraat Gombe      | Fula: Gombe                                  |
| Gwandu (vanaf 1808)          | Vazalstaat: Emiraat Gwandu     | Hausa: Gwandu                                |
| Hadejia                      | Vazalstaat: Emiraat Hadejia    | Hausa: Haɗejiya                              |
| Kano                         | Vazalstaat: Emiraat Kano       | Hausa: Kano                                  |
| Katagum                      | Vazalstaat: Emiraat Katagum    | Fula: Katagum                                |
| Katsina                      | Vazalstaat: Emiraat Katsina    | Hausa: Katsina                               |
| Keffi                        | Vazalstaat: Emiraat Keffi      | Fula: Keffi                                  |
| Lafia                        | Vazalstaat: Lafia Beri-Beri    | Kanuri: Lafia                                |
| Misau (vanaf 1808)           | Vazalstaat: Emiraat Misau      | Hausa: Misau                                 |
| Zamfara                      | Vazalstaat: Koninkrijk Zamfara | Hausa: Zamfara                               |
| Zaria (vanaf december)       | Vazalstaat: Emiraat Zaria      | Hausa: Zaria                                 |

### Spaanse niet-onafhankelijke gebieden
| Korte landsnaam (Nederlands) | Status          | Korte landsnaam (oorspronkelijke taal/talen) |
| ---------------------------- | --------------- | -------------------------------------------- |
| Fernando Poo                 | Kolonie         | Spaans: Fernando Pó                          |
| Nieuw-Granada                | Onderkoninkrijk | Spaans: Nueva Granada                        |
| Nieuw-Spanje                 | Onderkoninkrijk | Spaans: Nueva España                         |
| Peru                         | Onderkoninkrijk | Spaans: Perú                                 |
| Río de la Plata              | Onderkoninkrijk | Spaans: Río de la Plata                      |

### Vietnamese niet-onafhankelijke gebieden
| Korte landsnaam (Nederlands) | Status                                                         | Korte landsnaam (oorspronkelijke taal/talen) |
| ---------------------------- | -------------------------------------------------------------- | -------------------------------------------- |
| Champa                       | Vazalstaat: Koninkrijk Champa                                  | Vietnamees: Cham Pa                          |
| Luang Prabang                | Vazalstaat: Land van een miljoen olifanten en de witte parasol | Laotiaans:                                   |

### Zweedse niet-onafhankelijke gebieden
| Korte landsnaam (Nederlands) | Status    | Korte landsnaam (oorspronkelijke taal/talen)      |
| ---------------------------- | --------- | ------------------------------------------------- |
| Sankt Bartholomeus           | Kolonie   | Zweeds: Sankt Bartholomeus                        |
| Zweeds-Pommeren              | Bezitting | Duits: Schwedisch Pommern Zweeds: Svenska Pommern |